# Aulus Cassius Arrianus
Aulus Cassius Arrianus war ein im 2. Jahrhundert n. Chr. lebender römischer Politiker.
Ein auf den 9. Dezember 132 datiertes Militärdiplom belegt, dass Arrianus 132 zusammen mit Gaius Acilius Priscus Suffektkonsul war.